# السياحة في جيبوتي
السياحة في جيبوتي هي إحدى القطاعات الاقتصادية المتنامية في البلاد وهي صناعة تجلب 53,000 إلى 73,000 وافد سنوياً، مع شواطئ ومناخ ملائمين، بما في ذلك الجزر والشواطئ في خليج تجرة وباب المندب. تشمل الأنشطة السياحية الرئيسية؛ الغوص وصيد الأسماك والترحال والتنزه والتعرف على حياة الرحل ومراقبة الطيور.

## نظرة عامة

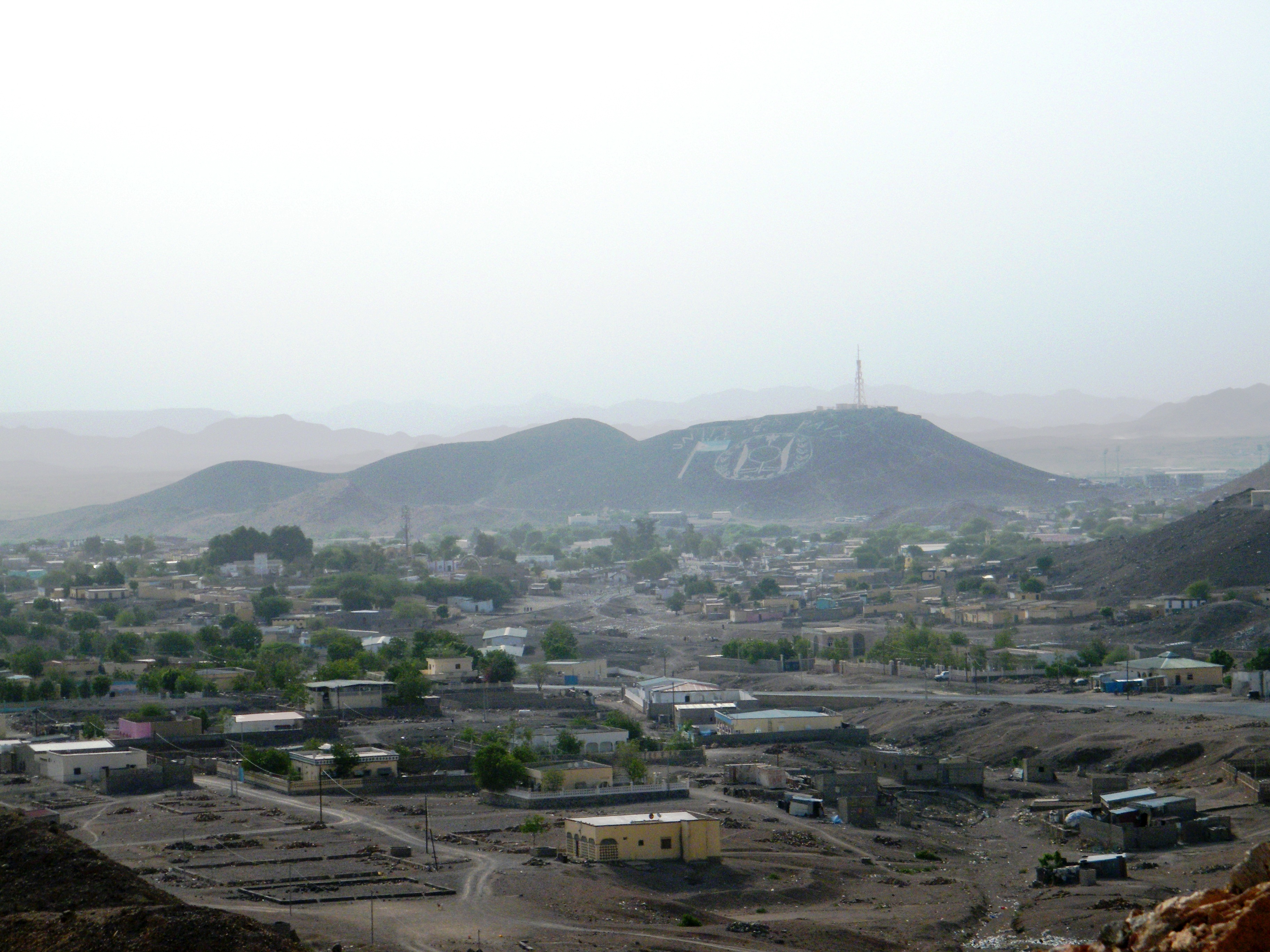
بلدة علي صبيح مع الجبال الحمراء في الأفق

توجد منحدرات شديدة الانحدار وخليج تحول إلى اللون الأخضر الداكن بسبب الحمم البركانية السوداء في بحيرة قبة الخراب [الإنجليزية]، بالقرب من الطرف الغربي لخليج تجرة. ويوجد عدد من البراكين النشطة في الداخل هناك. ومن مناطق الجذب السياحي الشهيرة الأخرى منتزه داي الوطني للحفاظ على الأشجار النادرة على جبل جودا. بالقرب من بلدة علي صبيح توجد جبال حمراء شهيرة ومنتزه وطني تعيش فيه العديد من الغزلان. تشكل السهول الساحلية والسلاسل الجبلية والهضاب البركانية في البلاد مشهداً خلاباً. تشمل بعض مناطق الجذب المحلية الشهيرة القصر الرئاسي والسوق المركزي وجزر ماسكالي وجزيرة موشا وبحيرة آبي وبحيرة عسل. تضم سواحل جيبوتي العديد من الشواطئ التي يرتادها مصطافو التشمس وغيرهم من الزوار.
تتخذ الحكومة الجيبوتية، التي تدرك الإمكانات الكبيرة لتنمية السياحة الوطنية، مجموعة متنوعة من التدابير لهذا الغرض - على سبيل المثال، وضع الحد الأقصى لتسهيل الاستثمار الأجنبي في البنية التحتية للسياحة. وإعطاء الأولوية لبناء الفنادق وإنشاء الطرق التي تتوافق مع أحدث المعايير الدولية.

## التنظيم
تنظم وزارة التجارة والسياحة صناعة السياحة في جيبوتي. والعدد السنوي للسياح الذين يزورون البلاد غير مؤكد وفقاً لمنظمة السياحة العالمية. ومع ذلك، حققت السياحة الدولية محلياً إيرادات بلغت 21 مليون دولار أمريكي في 2012.

## الزائرون حسب البلد

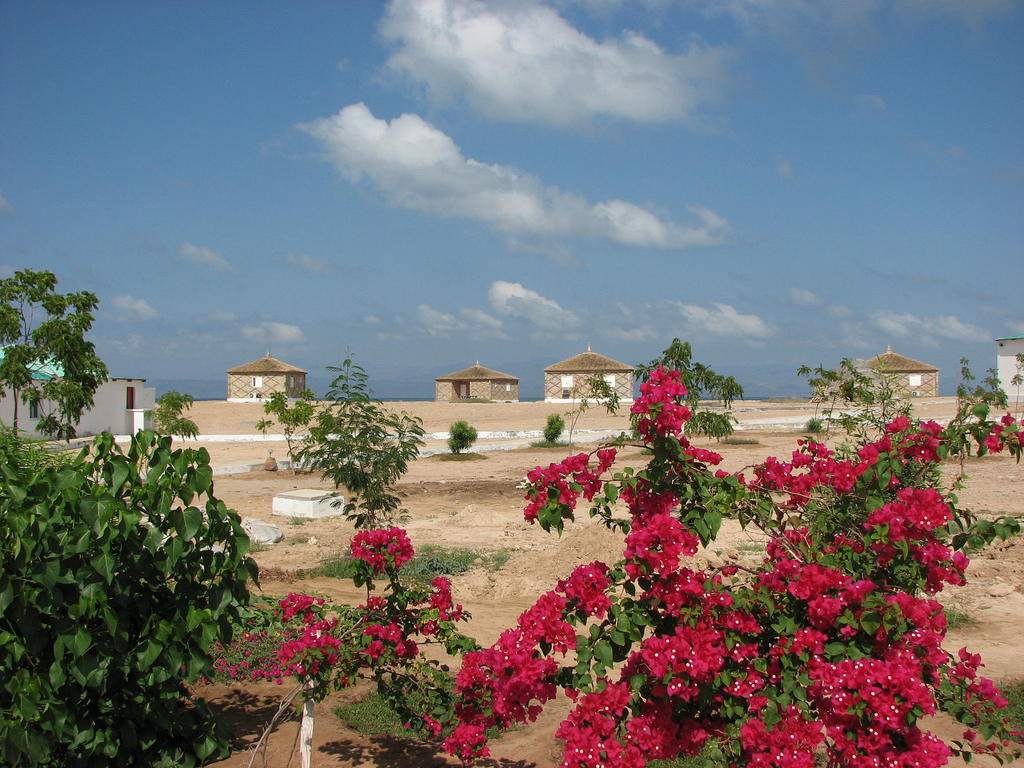
المنظر على جزيرة موشا.

جاء ما يقرب من نصف جميع الزوار، أو 48%، من فرنسا، وفقاً لأرقام المكتب الوطني للسياحة في جيبوتي، مع وصول 21% من دول أوروبية أخرى. وجاءت ثالث أكبر مجموعة من دول الخليج. ومثل الزوار من إفريقيا 6% فقط، وكان أغلبهم قادمين من إثيوبيا. وأخيراً، مثل الزوار من آسيا وأمريكا الشمالية نسبياً ضئيلة بلغت 5% و3% على التوالي.

## المعالم السياحية

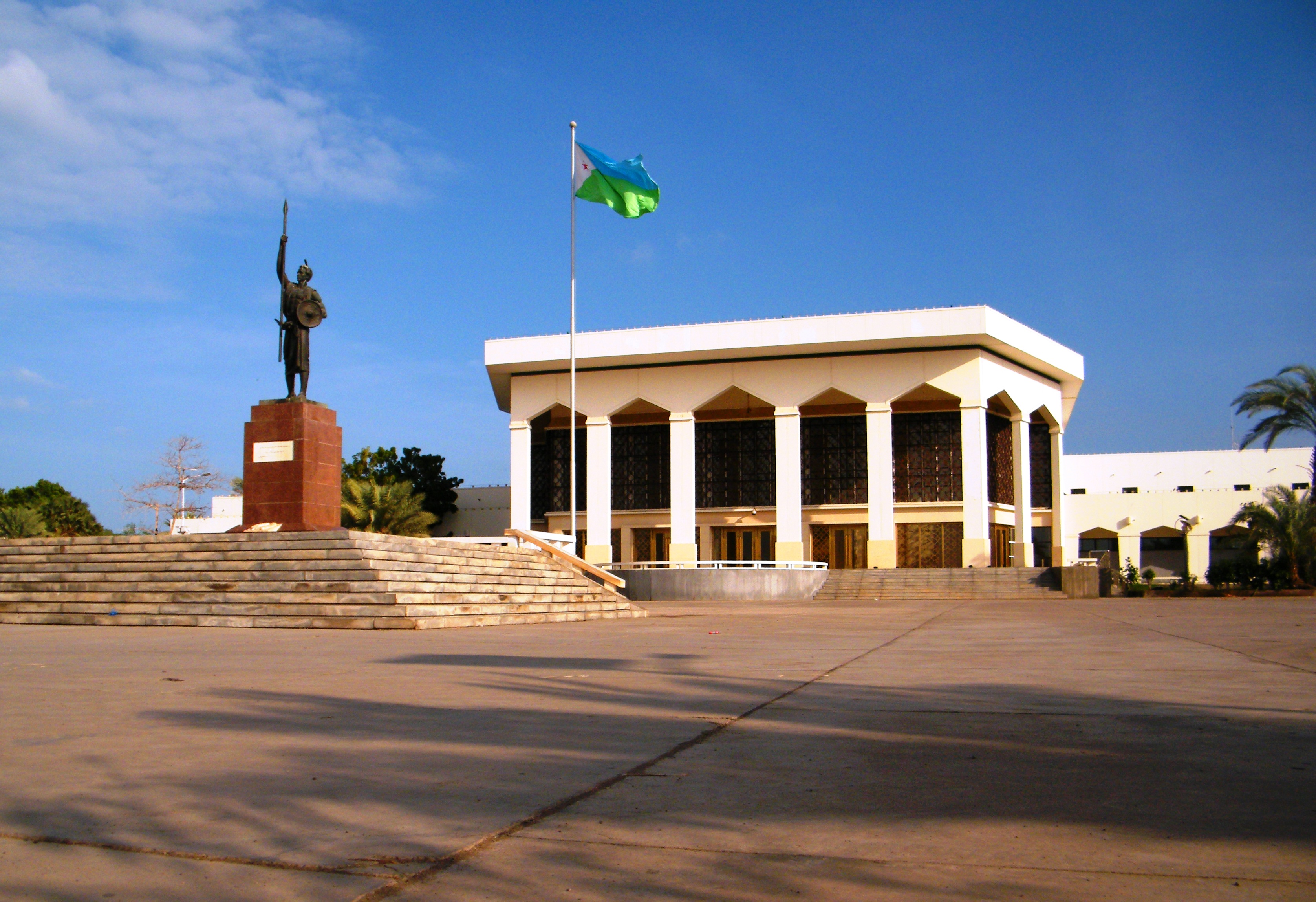
قصر الشعب.

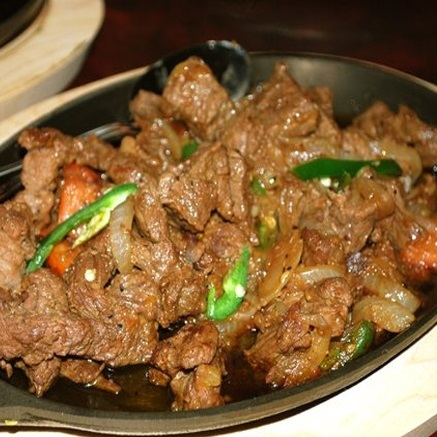
تقديم طبق التبس من لحم الجمل العربي في أحد المطاعم في جيبوتي.

تتمتع جيبوتي بعدد من المعالم السياحية المحلية، بما في ذلك المواقع التاريخية والمتنزهات الوطنية والشواطئ والسلاسل الجبلية.

### المعالم السياحية المحلية
- مدينة جيبوتي - قصر الشعب
- مدينة جيبوتي - شارع فينيسيا
- مدينة جيبوتي - القصر الرئاسي

### منتزه غابة داي الوطني

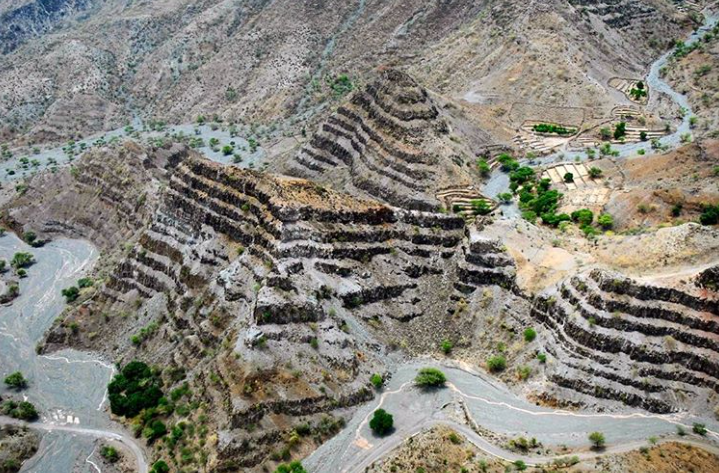
بالقرب من راندا.

تأسس منتزه غابة داي الوطني في 1939، كمحمية لجبال جودا. كما أنها أكبر غابة في جيبوتي.

### منتزه جيبوتي الوطني
توجد فيه العديد من أنواع النباتات الغريبة مثل: الفربيون، والتين، والنبق، التي تعتبر من عوامل الجذب في المنتزه والمناطق المحيطة به.

### المأكولات
يوجد في جيبوتي العديد من المطاعم الشعبية التي تقدم الأطعمة المحلية للسياح.

### المواقع التاريخية
- تجرة – كوريجيب هو أحد أقدم المساجد في القرن الإفريقي.
- مدينة جيبوتي – مسجد الحمودي.
- لويادا – شاطئ وبستان نخيل، مع مقابر زعماء تاريخيين مهمين في المنطقة.

### الشواطئ
- شاطئ سيستا – مدينة جيبوتي
- شاطئ البحر الأحمر – بالقرب من أبخ

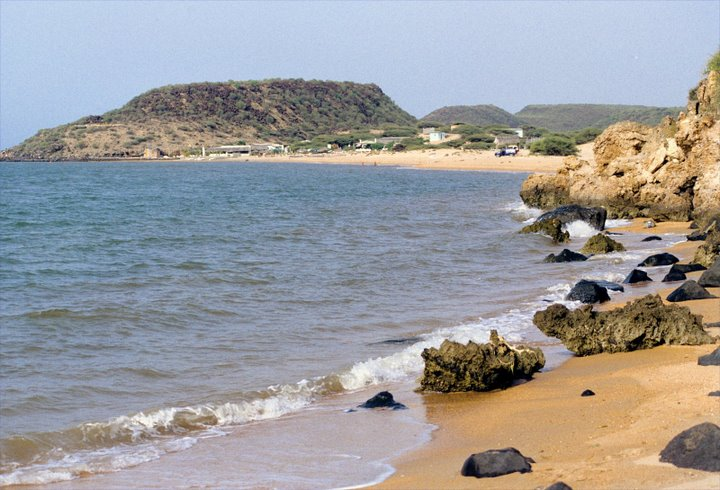
شاطئ خور أمبادو.

- خور أمبادو – بالقرب من مدينة جيبوتي
- الرمال البيضاء – تجرة
- شاطئ هيرون – مدينة جيبوتي

### السلاسل الجبلية
- جبال جودا [الإنجليزية]
- قالب:جبال آري
- جبال مابلا [الإنجليزية]
- جبل غربي [الإنجليزية]

### الجزر

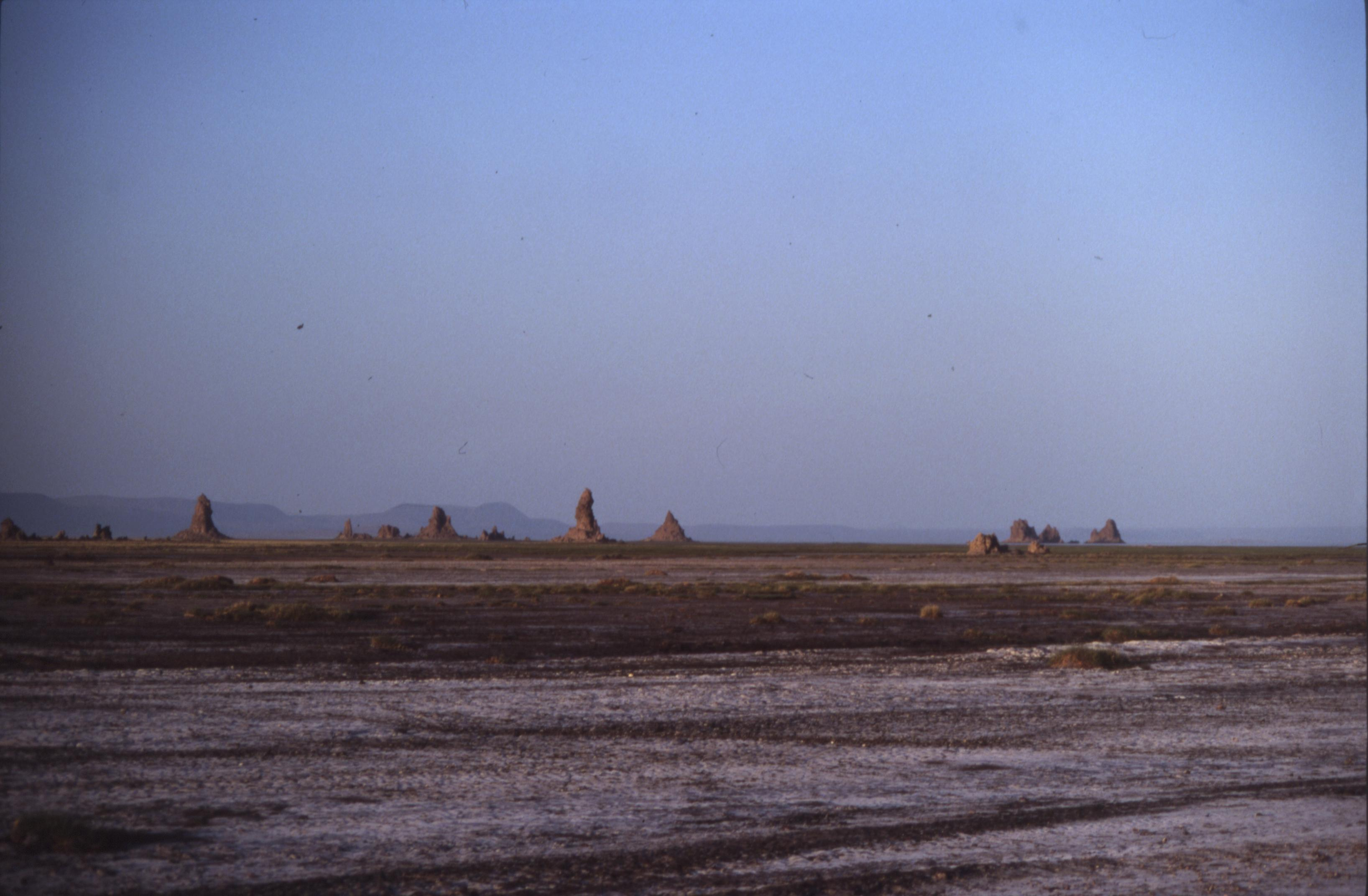
بحيرة آبي.

- جزيرة موشا [الإنجليزية]
- جزيرة مسكلي
- جزر السوابع

### البحيرات المالحة
- بحيرة آبي [الإنجليزية]
- بحيرة عسل